# 17e Screen Actors Guild Awards
De 17e Screen Actors Guild Awards, waarbij prijzen werden uitgereikt voor uitstekende acteerprestaties in film en televisie voor het jaar 2010, gekozen door de leden van de Screen Actors Guild, vonden plaats op 30 januari 2011 in het Shrine Auditorium in Los Angeles. De prijs voor de volledige carrière werd uitgereikt aan Ernest Borgnine.

## Film

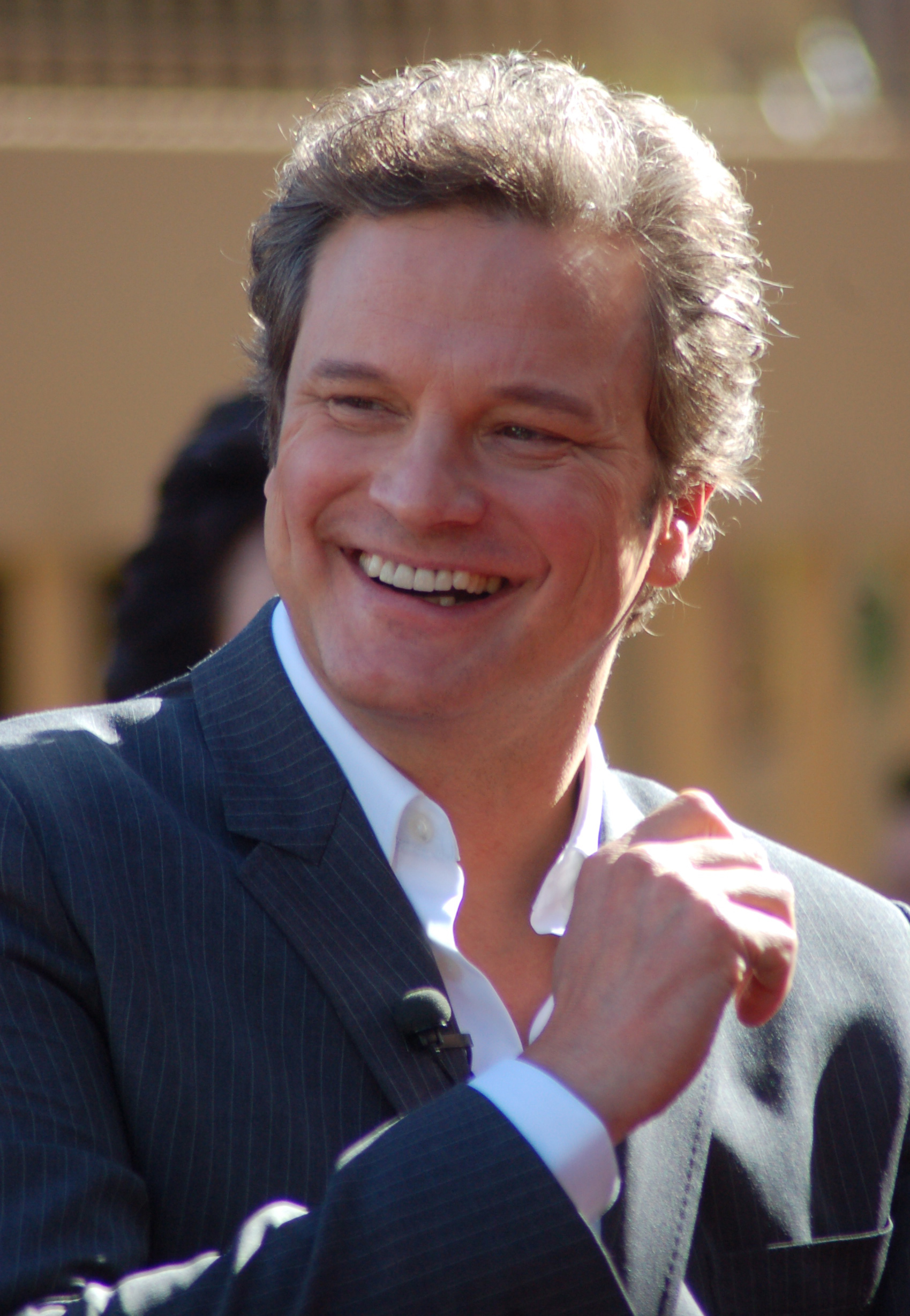
Colin Firth (The King's Speech), winnaar mannelijke acteur in een hoofdrol

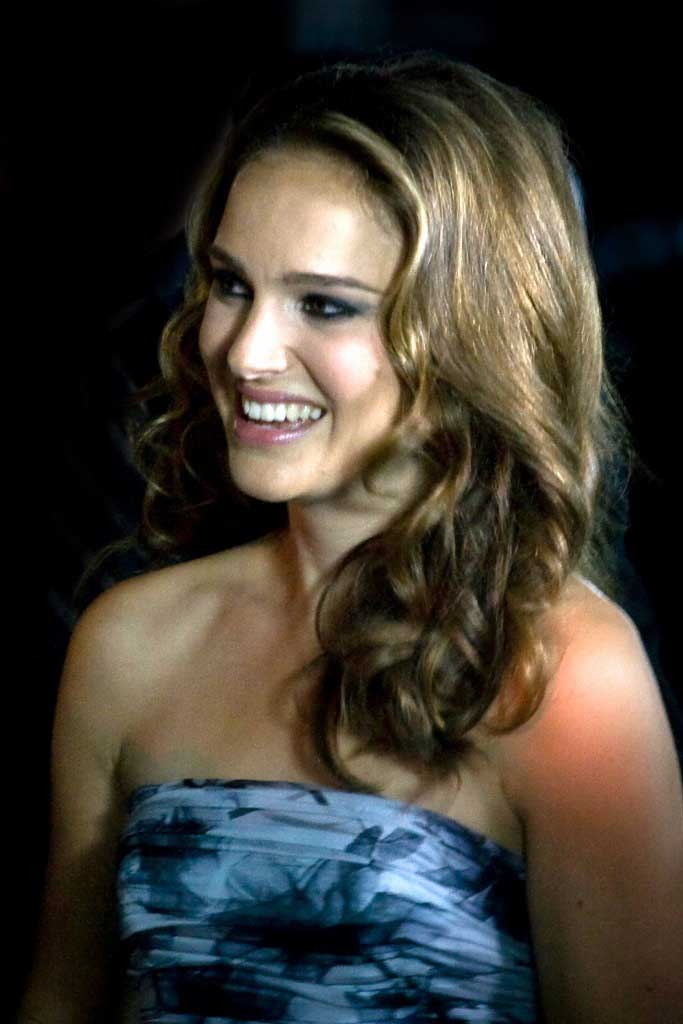
Natalie Portman (Black Swan), winnaar vrouwelijke acteur in een hoofdrol

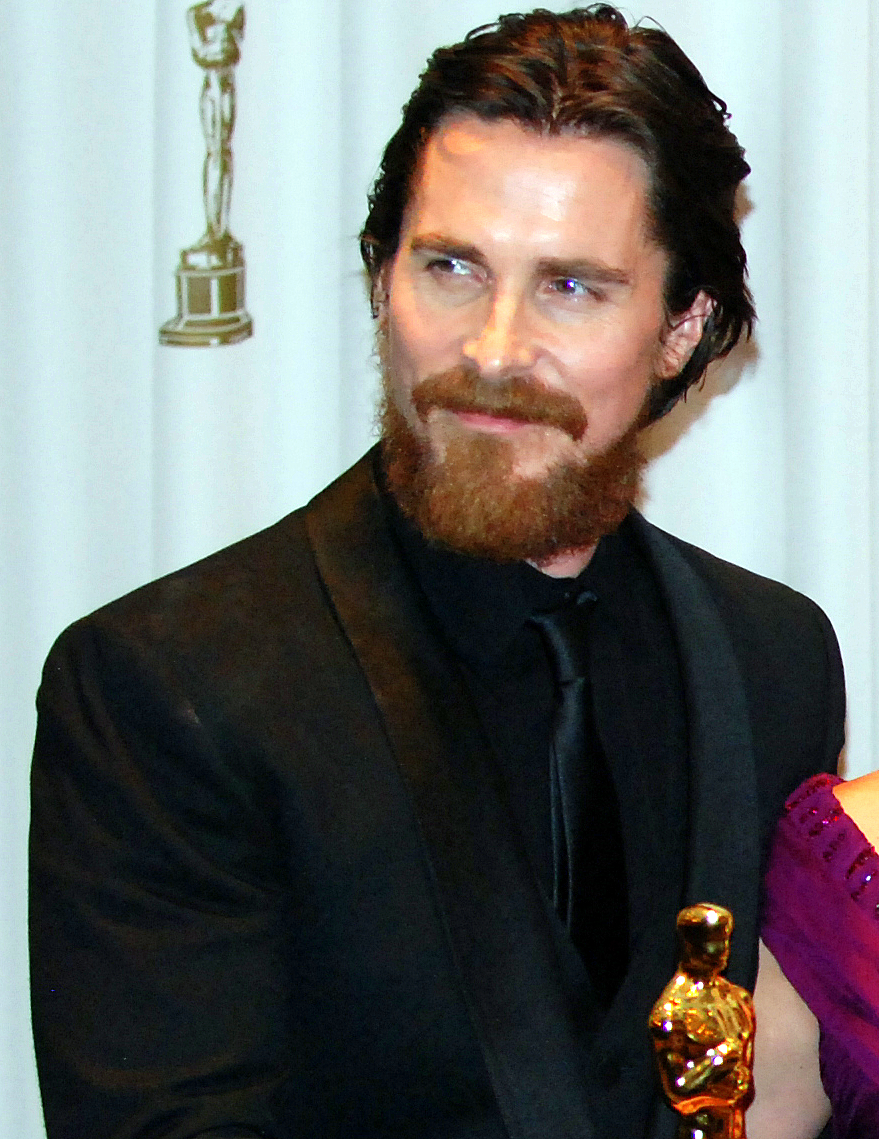
Christian Bale (The Fighter), winnaar mannelijke acteur in een bijrol

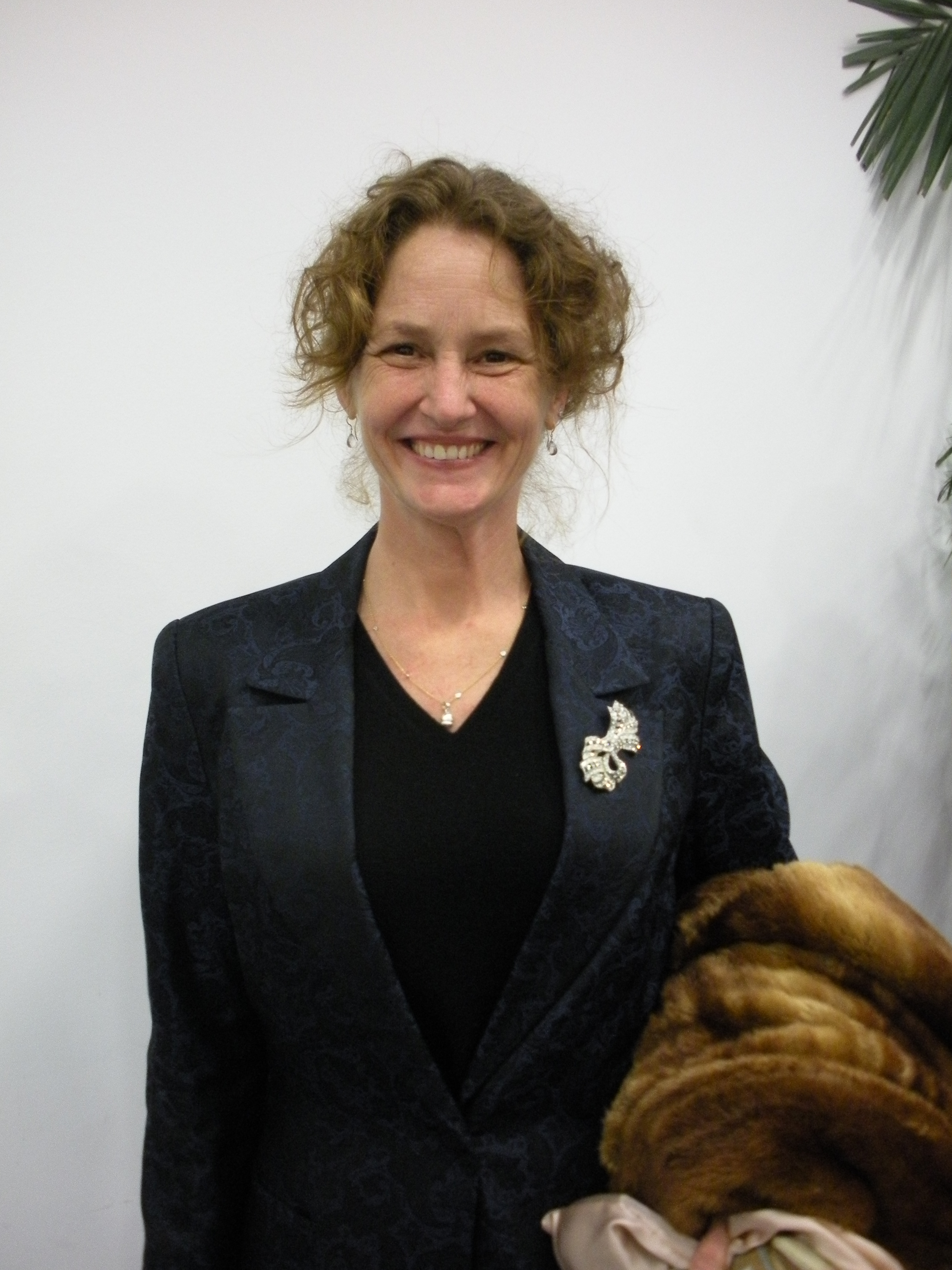
Melissa Leo (The Fighter), winnaar vrouwelijke acteur in een bijrol

De winnaars staan bovenaan in vet lettertype.

### Cast in een film
Outstanding Performance by a Cast in a Motion Picture
- The King's Speech
  - Black Swan
  - The Fighter
  - The Kids Are All Right
  - The Social Network

### Mannelijke acteur in een hoofdrol
Outstanding Performance by a Male Actor in a Leading Role
- Colin Firth - The King's Speech
  - Jeff Bridges - True Grit
  - Robert Duvall - Get Low
  - Jesse Eisenberg - The Social Network
  - James Franco - 127 Hours

### Vrouwelijke acteur in een hoofdrol
Outstanding Performance by a Female Actor in a Leading Role
- Natalie Portman - Black Swan
  - Annette Bening - The Kids Are All Right
  - Nicole Kidman - Rabbit Hole
  - Jennifer Lawrence - Winter's Bone
  - Hilary Swank - Conviction

### Mannelijke acteur in een bijrol
Outstanding Performance by a Male Actor in a Supporting Role
- Christian Bale - The Fighter
  - John Hawkes - Winter's Bone
  - Jeremy Renner - The Town
  - Mark Ruffalo - The Kids Are All Right
  - Geoffrey Rush - The King's Speech

### Vrouwelijke acteur in een bijrol
Outstanding Performance by a Female Actor in a Supporting Role
- Melissa Leo - The Fighter
  - Amy Adams - The Fighter
  - Helena Bonham Carter - The King's Speech
  - Mila Kunis - Black Swan
  - Hailee Steinfeld - True Grit

### Stuntteam in een film
Outstanding Performance by a Stunt Ensemble in a Motion Picture
- Inception
  - Green Zone
  - Robin Hood

## Televisie

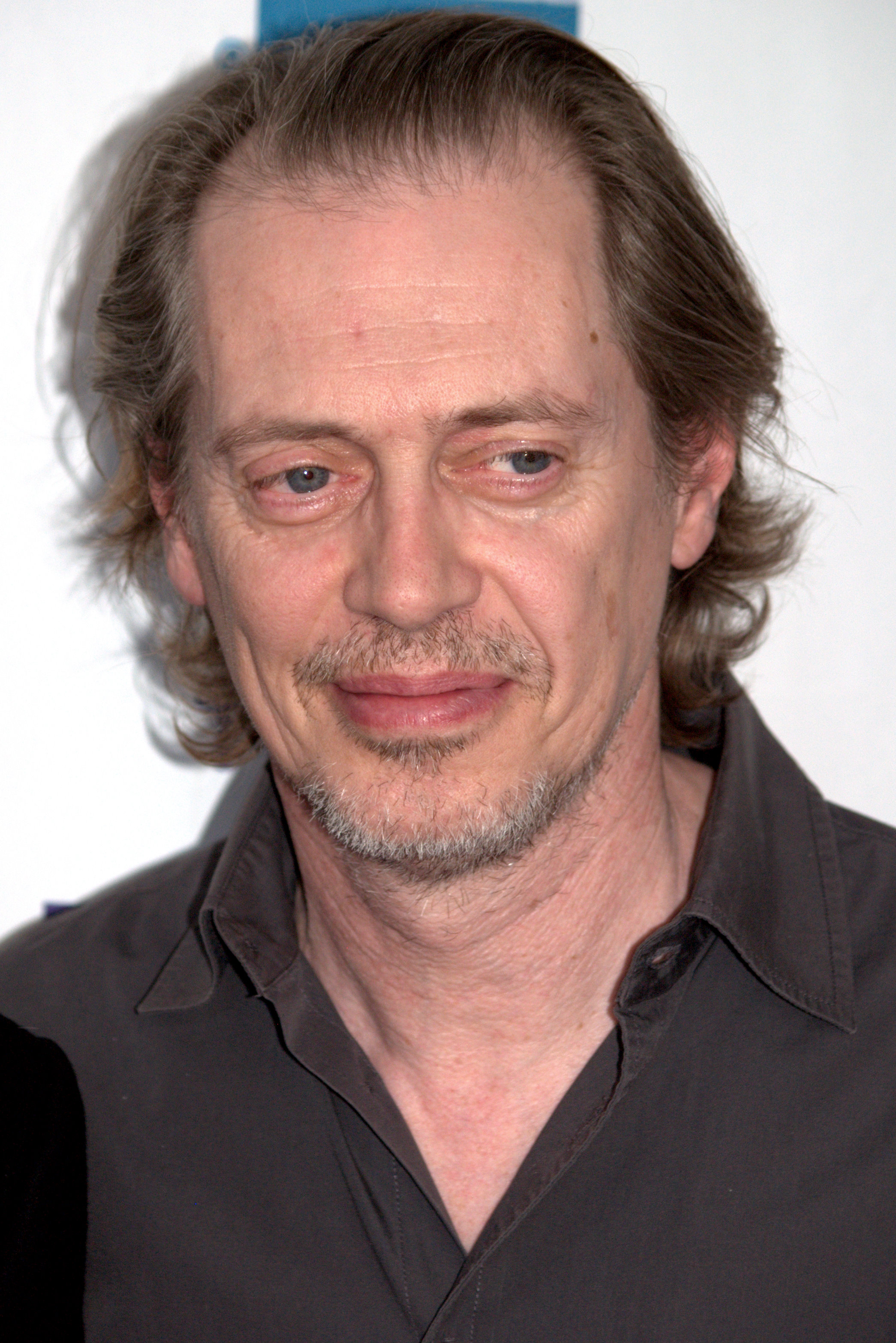
Steve Buscemi (Boardwalk Empire), winnaar mannelijke acteur in een dramaserie

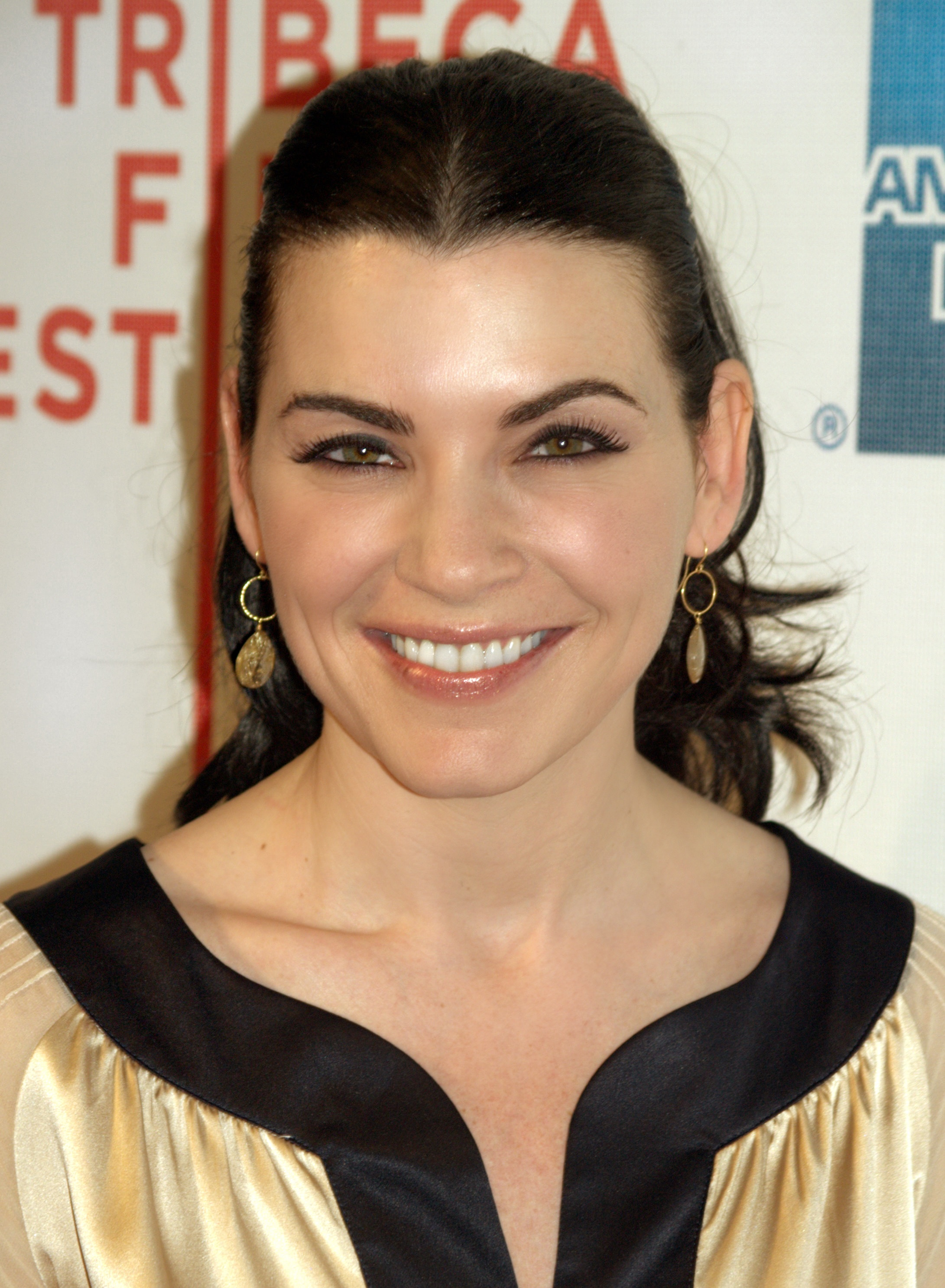
Julianna Margulies (The Good Wife), winnaar vrouwelijke acteur in een dramaserie

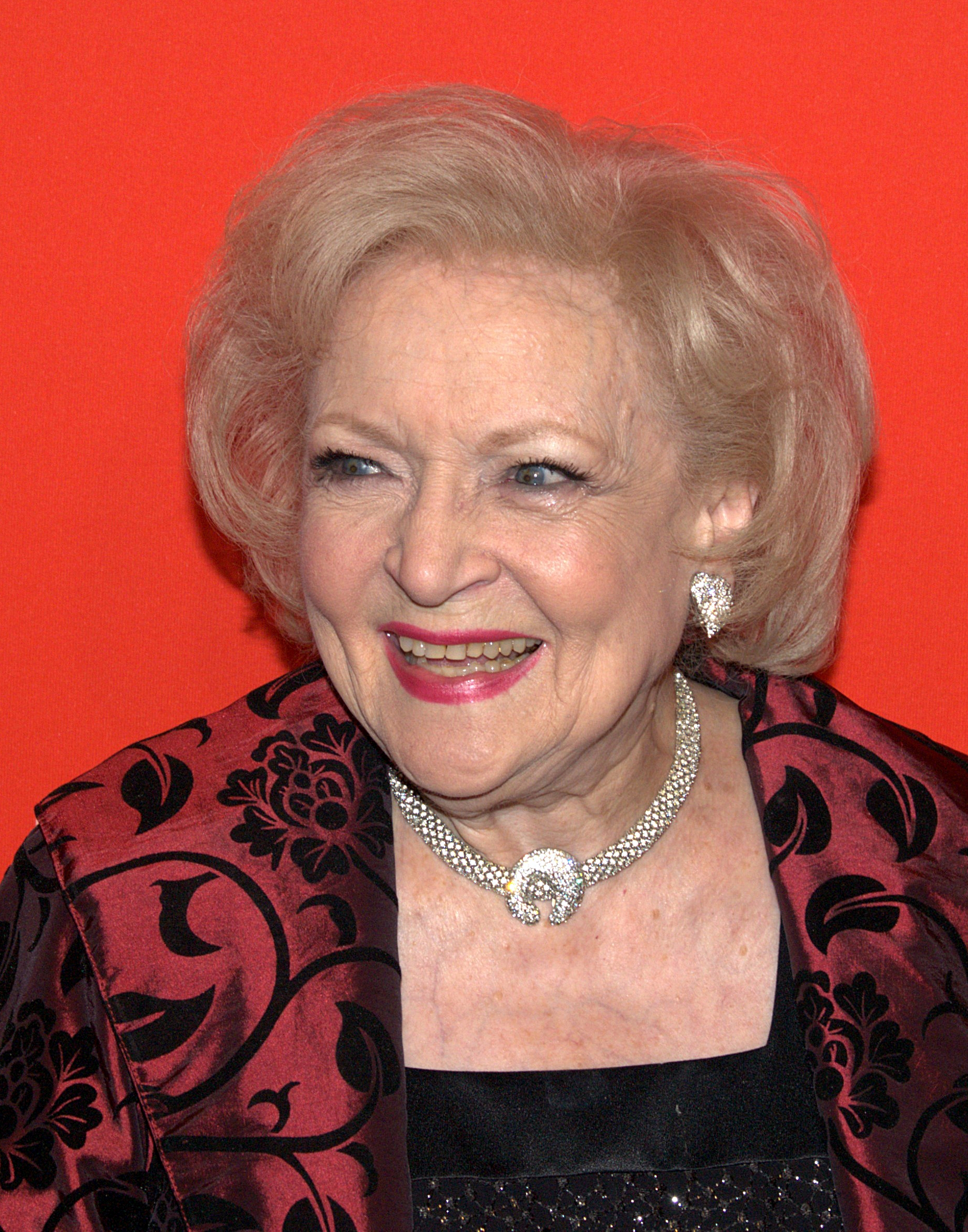
Betty White (Hot in Cleveland), winnaar vrouwelijke acteur in een komedieserie

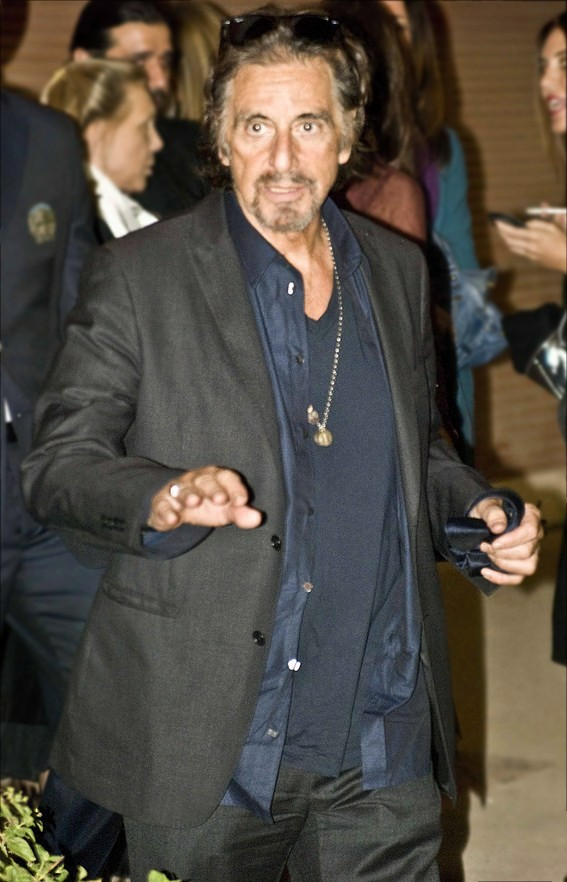
Al Pacino (You Don't Know Jack), winnaar mannelijke acteur in een miniserie of televisiefilm

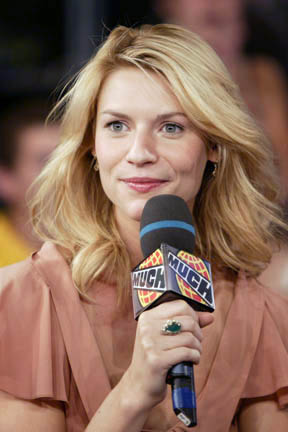
Claire Danes (Temple Grandin), winnaar vrouwelijke acteur in een miniserie of televisiefilm

De winnaars staan bovenaan in vet lettertype.

### Ensemble in een dramaserie
Outstanding Performance by an Ensemble in a Drama Series
- Boardwalk Empire
  - The Closer
  - Dexter
  - The Good Wife
  - Mad Men

### Mannelijke acteur in een dramaserie
Outstanding Performance by a Male Actor in a Drama Series
- Steve Buscemi - Boardwalk Empire
  - Bryan Cranston - Breaking Bad
  - Michael C. Hall - Dexter
  - Jon Hamm - Mad Men
  - Hugh Laurie - House

### Vrouwelijke acteur in een dramaserie
Outstanding Performance by a Female Actor in a Drama Series
- Julianna Margulies - The Good Wife
  - Glenn Close - Damages
  - Mariska Hargitay - Law & Order: SVU
  - Elisabeth Moss - Mad Men
  - Kyra Sedgwick - The Closer

### Ensemble in een komedieserie
Outstanding Performance by an Ensemble in a Comedy Series
- Modern Family
  - 30 Rock
  - Glee
  - Hot in Cleveland
  - The Office

### Mannelijke acteur in een komedieserie
Outstanding Performance by a Male Actor in a Comedy Series
- Alec Baldwin - 30 Rock
  - Ty Burrell - Modern Family
  - Steve Carell - The Office
  - Chris Colfer - Glee
  - Ed O'Neill - Modern Family

### Vrouwelijke acteur in een komedieserie
Outstanding Performance by a Female Actor in a Comedy Series
- Betty White - Hot in Cleveland
  - Edie Falco - Nurse Jackie
  - Tina Fey - 30 Rock
  - Jane Lynch - Glee
  - Sofía Vergara - Modern Family

### Mannelijke acteur in een miniserie of televisiefilm
Outstanding Performance by a Male Actor in a Television Movie or Miniseries
- Al Pacino - You Don't Know Jack
  - John Goodman - You Don't Know Jack
  - Dennis Quaid - The Special Relationship
  - Édgar Ramírez - Carlos
  - Patrick Stewart - Macbeth (Great Performances)

### Vrouwelijke acteur in een miniserie of televisiefilm
Outstanding Performance by a Female Actor in a Television Movie or Miniseries
- Claire Danes - Temple Grandin
  - Catherine O'Hara - Temple Grandin
  - Julia Ormond - Temple Grandin
  - Winona Ryder - When Love Is Not Enough: The Lois Wilson Story
  - Susan Sarandon - You Don't Know Jack

### Stuntteam in een televisieserie
Outstanding Performance by a Stunt Ensemble in a Television Series
- True Blood
  - Burn Notice
  - CSI: NY
  - Dexter
  - Southland